# Sophronica brunnescens
Sophronica brunnescens là một loài bọ cánh cứng trong họ Cerambycidae.